# دائرة معاهد الحياة المكرسة وجمعيات الحياة الرسولية
دائرة معاهد الحياة المكرسة وجمعيات الحياة الرسولية والتي كانت تسمى سابقًا مجمع معاهد الحياة المكرسة وجمعيات الحياة الرسولية (باللاتينية: Congregatio pro Institutis Vitae Consecratae et Societatibus Vitae Apostolicae)، هي دائرة الكوريا الرومانية المختصة بكل ما يتعلق بمؤسسات الحياة المكرسة (الرهبانيات والجماعات الدينية، من الرجال والنساء، وكذلك المؤسسات العلمانية) وجمعيات الحياة الرسولية، فيما يتعلق بحكومتها، وانضباطها، ودراساتها، وممتلكاتها، وحقوقها، وامتيازاتها.

## وصف
في 26 مايو 1587، أسس البابا سيكتوس الخامس المجمع المقدس للتشاور حول النظاميين. في عام 1908 قام البابا بيوس العاشر بتغيير اسمها إلى مجمع الرهبانيات. في عام 1967 قام البابا بولس السادس بتغيير اسمها إلى مجمع المعاهد الدينية والعلمانية. أعطى البابا فرانسيس الجماعة اسمها الحالي من خلال الدستور الرسولي الصادر في 19 مارس 2022 بعنوان "إعلان الإنجيل".
إن المجمع مسؤول عن كل ما يتعلق بالرهبانيات والجماعات الدينية وجمعيات الحياة الرسولية، فيما يتعلق بحكومتها ونظامها ودراساتها وما إلى ذلك. ومختص أيضًا بأمور تتعلق بالنساك والعذارى المكرسات وأشكال الحياة المكرسة الجديدة. ولا تقتصر صلاحياته على نطاق إقليمي، بل على أنواع المسائل والمنظمات التي يتعامل معها - فقد يحيل بعض المسائل إلى دوائر الفاتيكان الأخرى اعتمادًا على طبيعة القضية. وتتولى الدائرة أيضًا معالجة الأمور المتعلقة بجمعيات المؤمنين التي تشكلت بقصد أن تصبح مؤسسات للحياة المكرسة أو جمعيات للحياة الرسولية، وللعلمانيين من الدرجة الثالثة.
وفي عام 1994، لاحظت الجماعة:
في بعض الأماكن، يبدو أن الجماعة الدينية فقدت أهميتها في نظر الرهبان والراهبات، وربما لم تعد مثالاً يُسعى إليه. ... في العديد من البلدان، أدى تزايد البرامج الحكومية في المجالات التي كان الرهبان نشطين فيها تقليديًا - مثل الخدمة الاجتماعية والتعليم والصحة - إلى جانب انخفاض الدعوات، إلى انخفاض حضور الرهبان في الأعمال التي كانت في السابق أعمالًا نموذجية للمعاهد الرسولية. ... من الضروري أن تكون لدينا جماعات دينية ذات هوية كاريزمية واضحة، مندمجة ومعاشة، وقادرة على نقلها إلى الآخرين ومستعدة لمشاركتها، وجماعات دينية ذات روحانية شديدة وحماس تبشيري للتواصل مع نفس الروح والاندفاع التبشيري نفسه؛ جماعات دينية تعرف كيف تحيي وتشجع العلمانيين على مشاركة كاريزما مؤسستهم، وفقًا لطابعهم الدنيوي ووفقًا لأسلوب حياتهم المختلف، وتدعوهم إلى اكتشاف طرق جديدة لجعل الكاريزما والرسالة نفسها فعالة.

في 21 نوفمبر 2014، أعلن البابا فرانسيس "عام الحياة المكرسة" ليبدأ في 30 نوفمبر 2014، الأحد الأول من زمن المجيء ويستمر حتى عيد تقدمة يسوع إلى الهيكل، 2 فبراير 2016. خططت جماعة معاهد الحياة المكرسة وجمعيات الحياة الرسولية لعدد من المبادرات لتسهيل اللقاءات بين أعضاء مختلف أشكال الحياة المكرسة والأخوية في الكنائس المختلفة.
ألقى البابا فرانسيس كلمة أمام الجماعة في يناير 2017 حول موضوع "الإخلاص والمثابرة" قائلاً: "من الواضح أنه يجب على المرء أولاً أن يسمح لنفسه بالتبشير من أجل الانخراط في التبشير".

### معهد الحياة المكرسة
مؤسسات الحياة المكرسة هي مؤسسات أنشئت قانونيًا في الكنيسة الكاثوليكية الرومانية، ويعتنق أعضاؤها المشورة الإنجيلية من خلال نذور العفة والفقر والطاعة. هناك نوعان:

#### المعاهد الدينية
تتميز المعاهد الدينية بالإعلان العلني عن النذور، والحياة الجماعية، ودرجة من الانفصال عن العالم.

##### تنظيمات
بعض المعاهد تسمى تنظيمات. وهذه هي المعاهد التي، لأسباب تاريخية أو بسبب طابعها أو طبيعتها، يتم فيها تقديم عهود رسمية من قبل بعض الأعضاء على الأقل. يُطلق على جميع أعضاء هذه التنظيمات اسم النظاميين (لأنهم يحكمون بقاعدة). التنظيمات أقدم من الجماعات.

##### الجماعات
وتسمى المعاهد الدينية الأخرى بالجماعات. ويؤدي أعضاؤها عهودًا بسيطة؛ وتُسمى النساء بالأخوات.

#### المعاهد العلمانية
المعهد العلماني هو منظمة من الأفراد المكرسين الذين، على عكس أعضاء المعهد الديني الذين يعيشون في المجتمع، يعيشون في العالم، ويعملون على تقديس العالم من الداخل.
يمكن أيضًا تصنيف المعاهد على أنها "معهد ديني" أو "معهد علماني" اعتمادًا على ما إذا كان الأعضاء يمارسون الكهنوت. (المادة 588.2، والمادة 588.3).

### مجتمع الحياة الرسولية
إن مجتمع الحياة الرسولية هو مجموعة من الرجال أو النساء داخل الكنيسة الكاثوليكية الذين اجتمعوا من أجل غرض محدد ويعيشون بشكل أخوي.
تحتاج كل من معاهد الحياة المكرسة وجمعيات الحياة الرسولية إلى موافقة كتابية من الأسقف للعمل داخل أبرشيته، على الرغم من أن الأسقف الأبرشي يمكنه إنشاء معهد أو جمعية للحياة المكرسة في منطقته، بعد التشاور مع الكرسي الرسولي.

## قيادة
اعتبارًا من 6 يناير 2025، أصبحت رئيسة الدير هي الأخت سيمونا برامبيلا، ونائب رئيس الدير هو الكاردينال أنخيل فرنانديز أرتيم؛  والوكيلان هما الأب بيير لويجي نافا  والأخت كارمن روس نورتيس، وهي عضو في راهبات سيدة التعزية. 
في 8 يوليو 2019، ضم البابا فرانسيس النساء لأول مرة عند تسمية 21 عضوًا جديدًا للجماعة. كان جميع السبعة منهن رؤساء رهبانياتهن: ستة منهن قائدات للرهبانيات الدينية الدولية، وواحدة منهن تقود معهدًا للنساء العلمانيات المكرسات: كاثلين أبلر، إيفون رينجوات، فرانسواز ماسي، لويجيا كوكيا، سيمونا برامبيلا، ريتا كالفو سانز وأولجا كريزوفا.   قالت كاثرين كليفورد، من جامعة سانت بول في أوتاوا، "إن الخطوة الأخيرة للبابا فرانسيس تمثل تطوراً جديداً ومهماً من حيث أنها ستمنح النساء صوتاً مداولياً في الهيئة الحاكمة للجماعة، والتي كانت حتى الآن حكراً على الكرادلة والأساقفة ورؤساء الطوائف الدينية للرجال". 

## روابط خارجية
- الموقع الرسمي
- GCatholic.org
- The Congregation for Institutes of Consecrated Life and Societies of Apostolic Life
- Letter of Pope Francis to consecrated men and women regarding the Year of Consecrated Life (2015)